# 川手良萬
川手 良萬（かわて よしかず、1920年3月29日  - 1986年10月18日）は、日本の実業家。元山梨県建設業協会会長、元山梨県サッカー協会会長。日本プロサッカーリーグ（Jリーグ）に加盟するヴァンフォーレ甲府の前身である甲府サッカークラブの創始者でもある。

## 来歴
山梨県北巨摩郡若神子村（現在の北杜市須玉町）生まれ。父の川手良雄は小学校長や無尽会社の支店長などを歴任した。長兄の川手良親は山梨県土木部長や須玉町長を務めた。良雄の従姉の夫は、昭和初期に衆議院議員を務めた川手甫雄 。
旧制甲府中学校（現在の山梨県立甲府第一高等学校、以下｢甲府一高｣と記述）に進学しサッカー部に所属していた。山梨高等工業学校（現在の山梨大学工学部）を卒業後、山梨県土木課に勤務した。間もなくして太平洋戦争に突入。川手自身も出征し満州へ送られ、終戦後はシベリア抑留で3年間強制労働を強いられていた。復員後の1949年（昭和24年）に株式会社川手工業所を設立。実業家として歩み出した一方で、中学時代にプレーしていたサッカーの夢を捨てきれずにいた。
そんな中、1965年（昭和40年）に開催されることになった第1回全国社会人サッカー選手権大会に出身中学のOBによって結成され、自分自身もかつてプレーしていた鶴城クラブが出場することが決まり、上位カテゴリである日本サッカーリーグ(JSL)への参入を目指すべく他校のOBにも参加を呼びかけ、開催地までの旅費を捻出した。結果はベスト8となり、JSL参入とはならなかったが甲府クラブと名前を変え関東リーグに参入して3年目の1969年（昭和44年）には富士通サッカー部（現在の川崎フロンターレ）や日立茨城サッカー部など並居る実業団チームを抑え優勝、さらに全国社会人サッカー選手権大会でも強豪の浦和クラブとともに優勝した。1972年（昭和47年）にチームがJSL2部に参入し、運営経費が膨むことになったが私財を惜しみなく投入するなどして支え続けた。
しかし、かいじ国体で甲府クラブが山梨県代表チームとして出場することが決まり、本人も昭和天皇の案内役を任されていた1986年（昭和61年）に倒れ、意識不明となる。山梨県代表チームは川手のために優勝を誓うがプレッシャーからか思うようなプレーができず、準々決勝で京都紫光クラブ（現在の京都サンガF.C.）の選手を中心に結成されていた京都代表に敗れてしまう。そしてかいじ国体が閉会した翌日の10月18日に死去、66歳没。
川手の死後、出資者がいなくなった甲府クラブは運営の危機に陥ったがOBらの支えによりチームの存続が決まり、1995年（平成7年）にはヴァンフォーレ甲府と名前を変え、1999年（平成11年）からJリーグに参入している。
なお、株式会社川手工業所は2010年（平成22年）12月に甲府地方裁判所から破産手続開始決定を受けている。

## エピソード
- 中学時代隣家が火災に見舞われたとき、勉強道具そっちのけでサッカー道具を持ち出して逃げたため、父親から叱責されている[6]。
- 第1回全国社会人サッカー選手権大会の開催地である大分県別府市へ向かう途中、景気づけにと食堂車にあったビールをすべて買い占め、選手を集め車内で宴会を開いた。また苦しい経営が続いていた時もチームが勝利すると甲府の繁華街に繰り出し、「金のことは心配するな」と言って川手の奢りで食事を振舞うなど選手を気遣っていた。このことから選手から「親父」として慕われ、川手が倒れた際選手が病院へ駆けつけ回復を願っていた。川手が死去した後のリーグ戦では半旗および全員が喪章をつけてプレーし、勝利すると川手の遺影の前で泣いて喜んでいる[6]。
- 山梨県サッカー協会は、川手の死後その功労を称え、県リーグに所属するチームで争うトーナメント大会に川手の名前をつけた「川手杯争奪大会」を開催している。
- 座右の銘は「下積み3年、レギュラー2年、お手伝い15年」である[8]。